# Euselasia ignitus
Euselasia ignitus is een vlindersoort uit de familie van de prachtvlinders (Riodinidae), onderfamilie Euselasiinae.
Euselasia ignitus werd in 1924 beschreven door Stichel.